# イギリスの鉄道路線一覧
イギリスの鉄道路線一覧は現在イギリスで運行している路線の一覧である。

## 高速路線
- ハイ・スピード1（CTRL）
- ハイ・スピード2（建設中）

## 'Classic'路線
- イースト・コースト本線
- ウェスト・コースト本線
- グレート・イースタン本線
- グレート・ウェスタン本線
- ミッドランド本線
- クロスカントリールート

## イングランドの鉄道路線

### ロンドン

#### ノース・ロンドン
- ハートフォード・ループ線（Hertford Loop Line）
- ゴスペル・オーク-バーキング線（Gospel Oak to Barking Line）
- ノース・ロンドン線（North London Line）
- ノーザン・シティ線
- リー・ヴァレー・ラインズ（Lea Valley Lines）
- テムズリンク
- ワトフォードDC線（Watford DC Line）

#### イースト・ロンドン
- ロムフォード-アップミンスター線（Romford to Upminster Line）

#### サウス・ロンドン
- ベクスリーヒース線（Bexleyheath Line）
- ブロムリー・ノース線（Bromley North Line）
- キャットフォード・ループ線（Catford Loop Line）
- ダートフォード・ループ線（Dartford Loop Line）
- グリニッジ線（Greenwich Line）
- ヘイズ線（Hayes Line）
- ハウンズロー・ループ線（Hounslow Loop Line）
- ナンヘッド - ルイシャム線（Nunhead to Lewisham link）
- サウス・ロンドン・ラインズ（South London Lines）
- タッテナム・コーナー線（Tattenham Corner Line）
- テムズリンク

#### ウェスト・ロンドン
- グリーンフォード支線（Greenford Branch Line）
- ウェスト・ロンドン線

### サウス-イースト・イングランド

#### 本線
- アラン・ヴァレー線（Arun Valley Line）
- アシュフォード-ラムズゲート線 (カンタベリー・ウェスト経由)（Ashford to Ramsgate (via Canterbury West) line）
- ブライトン本線（Brighton Main Line）
- チャタム本線（Chatham Main Line）
- チャーウェル・ヴァレー線（Cherwell Valley Line）
- イースト・コーストウェイ線（East Coastway Line）
- ヘイスティングズ線（Hastings Line）
- ケント・コースト線（Kent Coast Line）
- ノース・ダウンズ線（Kent Coast Line）
- ロンドン-エイルズベリー線（London to Aylesbury Line）
- メイドストーン・イースト線（Maidstone East Line）
- ポーツマス・ディレクト線（Portsmouth Direct Line）
- レッドヒル-トンブリッジ線（Redhill to Tonbridge Line）
- サウス・イースタン本線（South Eastern Main Line）
- サウス・ウェスタン本線（South Western Main Line）
- テムズリンク
- ウェスト・コーストウェイ線（West Coastway Line）
- ウェスト・オブ・イングランド本線（West of England Main Line）

#### 通勤路線
- オルトン線（Alton Line）
- アスコット-ギルフォード線（Ascot to Guildford Line）
- ベクスリーヒース線（Bexleyheath Line）
- ケータラム線（Caterham Line）
- キャットフォード・ループ線（Catford Loop Line）
- チェシントン支線（Chessington Branch Line）
- ダートフォード・ループ線（Dartford Loop Line）
- イーストレイ-フェアハム線（Eastleigh to Fareham line）
- イーストレイ-ラムジー線（Eastleigh to Romsey Line）
- ハンプトン・コート支線（Hampton Court Branch Line）
- ヘイズ線（Hayes Line）
- ハウンズロー・ループ線（Hounslow Loop Line）
- マーストン・ヴェイル線（Marston Vale Line）
- ミッド＝ケント線（Mid-Kent Railway）
- ニュー・ギルフォード線（New Guildford Line）
- ノース・ケント線（North Kent Line）
- ナンヘッド - ルイシャム・リンク （Nunhead to Lewisham link）
- オックステッド線（Oxted Line）
- シアネス線（Sheerness Line）
- シェパートン支線（Shepperton Branch Line）
- スロウ-ウィンザー線（Slough to Windsor & Eton Line）
- サウス・ロンドン線（South London Line）
- ステインズ-ウィンザー&イートン線（Staines to Windsor & Eton Line）
- ステインズ-ウェイブリッジ線（Staines to Weybridge Line）
- サットン&モール・ヴァレー・ラインズ（Sutton & Mole Valley Lines）
- トッテナム・コーナー線（Tattenham Corner Line）
- ウォータールー-レディング線（Waterloo to Reading Line）
- ウェスト・ロンドン線

#### 郊外路線
- ヘンリー支線 ("レガッタ線")（Henley Branch Line）
- アイランド線 (ワイト島)（Island Line, Isle of Wight）
- ライミントン支線（Lymington Branch Line）
- マーシュリンク線（Marshlink Line）
- マーロウ支線（Marlow Branch Line）
- マーストン・ベール線（Marston Vale Line）
- メドウェイ・ヴァレー線（Medway Valley Line）
- オックスフォード-ビスター線（Oxford to Bicester Line）
- プリンセス・リスバラ-エールズベリー線（Princes Risborough to Aylesbury Line）

### イースト・イングランド
イースト・オブ・イングランドにはイースト・アングリア、ウェスト・アングリア、サセックス、ノース・ロンドン、イースト・ロンドンの地域が入る。

#### 本線
- ブレックランド線(ケンブリッジ - ノリッチ)（Breckland Line）
- イーリー-ピーターバラ線（Ely to Peterborough Line）
- フェン線（ケンブリッジ - King's Lynn）（Fen Line）
- ヒッチン-ケンブリッジ（Hitchin-Cambridge Line）
- イプスウィッチ-イーリー線（Ipswich to Ely Line）
- ロンドン・ティルベリー・アンド・サウスエンド線（London, Tilbury & Southend Line）
- メイフラワー線（メンイングトリー - ハーウィッチ）（Mayflower Line）
- サンシャイン・コースト線（コルチェスター - クラクトン）（Sunshine Coast Line）
- テムズリンク
- ウェスト・アングリア本線（West Anglia Main Line）

#### 通勤路線
- ブレントリー支線（ウィサム - ブレントリー）（Braintree Branch Line）
- チンフォード支線（Chingford Branch Line）
- ハートフォード・イースト支線（Hertford East Branch Line）
- ハートフォード・ループ線（Hertford Loop Line）
- リー・ヴァレー・ラインズ（Lea Valley Lines）
- マーストン・ヴェイル線（Marston Vale Line）
- ノーザン・シティ線
- ロムフォード-アップミンスター線（Romford to Upminster Line）
- シェンフィールド・メトロ
- シェンフィールド-サウスエンド・ヴィクトリア線（Shenfield to Southend Victoria Line）

#### 郊外路線
- アビー線（Abbey Line）
- ビターン線（ノリッチ - シェリンガム）（Bittern Line）
- ケンブリッジ-イプスウィッチ線（Cambridge to Ipswich Line）
- ソープ・ル・ソケン-ウォルトン線（Thorpe le Soken to Walton Line）
- クラウチ・ヴァレー線（Crouch Valley Line）
- イースト・サフォーク線（East Suffolk Line）
- フェリックスストウ支線（イプスウィッチ - フェリックストウ）（Felixstowe Branch Line）
- ゲインズバラ線 (マークス・テイ - サドベリー)（Gainsborough Line）
- グランサム-スケグネス線（Grantham to Skegness Line）
- ピーターバラ-リンカーン線（Peterborough to Lincoln Line）
- ホウェリー・ラインズ（Wherry Lines）

### サウス-ウェスト・イングランド

#### 本線
- グロスター-ニューポート線（Gloucester to Newport Line）
- エクセター-ペイントン線（Exeter-Paignton Line）
- ウェセックス本線（Wessex Main Line）
- ウェスト・オブ・イングランド本線（West of England Main Line）

#### 通勤路線
- セヴァーン支線（Severn Beach Line）

#### 郊外路線
- エクセター-バーンステイプル "ターカ" 線（Exeter-Barnstaple "Tarka" Line）
- エクセター-エクスマス "アヴォセット" 線（Exeter-Exmouth "Avocet" Line）
- ゴールデン・ヴァレー線（Golden Valley Line）
- ハート・オブ・ウェセックス線（Heart of Wessex Line）
- ルー・ヴァレー線 （Looe Valley Line）
- パー-ニューキー "アトランティック" 線（Par-Newquay "Atlantic Coast" Line）
- セント・アイヴス・ベイ線（St Ives Bay Line）
- タマール・ヴァレー線（Tamar Valley Line）
- トゥルーロ-ファルマス "メリタイム" 線（Truro-Falmouth "Maritime" Line）

### セントラル・イングランド

#### 本線
- バーミンガム-ピーターバラ線 (レスター経由)（Birmingham-Peterborough via Leicester Line）
- バーミンガム-ウスター線 (ブロムスグローヴ経由)（Birmingham to Worcester via Bromsgrove Line）
- バーミンガム-ウスター線 (キダーミンスター経由)（Birmingham to Worcester via Kidderminster Line）
- チルターン本線（Chiltern Main Line）
- ロビン・フード線（Robin Hood Line）
- ウェルシュ・マーチーズ線（Welsh Marches Line）
- ウルヴァーハンプトン-シュルーズベリー線（Wolverhampton to Shrewsbury Line）

#### 通勤路線
- バーミンガム-ルージリー "チェイス" 線（Birmingham-Rugeley "Chase" Line）
- バーミンガム-ストラトフォード線（Birmingham to Stratford Line）
- バーミンハム-ウォルソール線（Birmingham-Walsall Line）
- コヴェントリー-ナニートン線（Coventry-Nuneaton Line）
- クロス＝シティ線 (バーミンガム)（Cross-City Line）
- レスター-ラフバラー "アイヴァンホー" 線（Leicester-Loughborough "Ivanhoe" Line）
- ノーザンプトン・ループ線（Northampton Loop Line）
- ラグビー-バーミンガム-スタッフォード線（Rugby-Birmingham-Stafford Line）
- ストールブリッジ・ジャンクション-ストールブリッジ・タウン線（Stourbridge Junction-Stourbridge Town Line）
- ウォルソール-ウルヴァーハンプトン線（Walsall-Wolverhampton Line）

#### 郊外路線
- コッツウォルド線（Cotswold Line）
- ダーウェント・ヴァレー線（Derwent Valley Line）
- レミントン-ストラトフォード線（Leamington to Stratford Line）
- ノッティンガム-グランサム線（Nottingham-Grantham Line）
- ノッティンガム-リンカーン線（Nottingham-Lincoln Line）
- レスター-スワニングトン線（Leicester and Swannington Railway） (貨物専用)
- オーカム-ケタリング線（Oakham to Kettering Line）
- シュルーズベリー-チェスター線（Shrewsbury to Chester Line）
- クルー-ダービー線（Crewe-Derby Line）

### ノーザン・イングランド

#### 本線
- ホープ・ヴァレー線（Hope Valley Line）
- チェスター-マンチェスター線（Chester-Manchester Line）
- リヴァプール-マンチェスター・ラインズ（Liverpool to Manchester Lines）
- クルー-マンチェスター線（Crewe-Manchester Line）
- マンチェスター-プレストン線（Manchester to Preston Line）
- セトル-カーライル線（Settle-Carlisle Line）

#### 通勤路線
- エアデール線（Airedale Line）
- カルダーヴェイル線（Caldervale Line）
- ディアーンヴァレー線（Dearne Valley Line）
- イースト・ランカシャー線（East Lancashire Line）
- ハラム線（Hallam Line）
- ハローゲート線（Harrogate Line）
- ハダースフィールド線（Huddersfield Line）
- クルー-マンチェスター線（Crewe-Manchester Line）
- マンチェスター-ストーク＝オン＝トレント線（Manchester-Stoke-on-Trent Line）
- ランカスター-ヘイシャム線（Lancaster-Heysham Line）
- リーズ-ブラッドフォード・ラインズ（Leeds-Bradford Lines）
- リヴァプール-ウィガン線（Liverpool to Wigan Line）
- マンチェスター-グロソップ線（Manchester-Glossop Line）
- マンチェスター-サウスポート線（Manchester to Southport Line）
- ミッド-チェシャー線（Mid-Cheshire Line）
- ノーザン線 (マージーレール)（Northern Line (Merseyrail)）
- オームスカーク支線（Ormskirk Branch Line）
- ポンテフラクト線（Pontefract Line）
- シェフィールド-ハル線（Sheffield to Hull Line）
- シェフィールド-リンカーン線（Sheffield to Lincoln Line）
- ストックポート-ステイリブリッジ線（Stockport to Stalybridge Line）
- スタイアル線（Styal Line）
- ウェイクフィールド線（Wakefield Line）
- ウォリントン・リンク線
- ホウォーフ線（Wharfedale Line）
- ウィラル線（Wirral Line）
- ヨーク&セルビー・ラインズ（York & Selby Lines）

#### 郊外路線
- バートン線（Barton Line）
- ボーダーランズ線（Borderlands Line）
- バクストン線（Buxton Line）
- カンブリアン・コースト線（Cumbrian Coast Line）
- ドンカスター-リンカーン線（Doncaster to Lincoln Line）
- ダラム・コースト線（Durham Coast Line）
- エスク・ヴァレー線（Esk Valley Line）
- ファーネス線（Furness Line）
- ハル-ヨーク線（Hull to York Line）
- リーズ-モアカム線（Leeds to Morecambe Line）
- ウィンダミア支線
- ペニストン線（Penistone Line）
- リッブル・ヴァレー線（Ribble Valley Line）
- ティーズ・ヴァレー線（Tees Valley Line）
- タイン・ヴァレーー線（Tyne Valley Line）
- ヨークシャー・コースト線（Yorkshire Coast Line）

## スコットランドの鉄道路線

### 本線
- エアシャイア・コースト線（Ayrshire Coast Line）
- エディンバラ-アバディーン線（Edinburgh to Aberdeen Line）
- ファイフ・サークル線（Fife Circle Line）
- グラスゴー-エディンバラ線 (カーステアーズ経由)（Glasgow–Edinburgh via Carstairs line）
- グラスゴー-エディンバラ線 (フォルカーク経由)（Glasgow to Edinburgh via Falkirk Line）
- グラスゴー-アバディーン線（Glasgow to Aberdeen Line）
- グラスゴー・サウス・ウェスタン線（Glasgow South Western Line）
- ハイランド本線（Highland Main Line）

### グラスゴー通勤路線
- アーガイル線（Argyle Line）
- エアシャイア・コースト線（Ayrshire Coast Line）
- カスカート・サークル・ラインズ（Cathcart Circle Lines）
- クロイ線（Croy Line）
- カンバーノールド線（Cumbernauld Line）
- インヴァークライド線（Inverclyde Line）
- メリーヒル線（Maryhill Line）
- マザーウェル-カンバーノールド線（Motherwell to Cumbernauld Line）
- ノース・クライド線
- ペイズリー・カナル線（Paisley Canal Line）
- ショッツ線
- サウス・ウェスタン・ラインズ（South Western Lines）
- ウィフレット線（Whifflet Line）

### エディンバラ通勤路線
- ノース・クライド線
- ボーダーズ・レールウェイ
- エディンバラ - ダンブレイン線
- ノース・ベリック線
- ショッツ線

### 郊外路線
- アバディーン-インヴァネス線（Aberdeen to Inverness Line）
- ファー・ノース線（Far North Line）
- カイル・オブ・ロハルシュ線（Kyle of Lochalsh Line）
- ウェスト・ハイランド線（West Highland Line）

## ウェールズの鉄道路線

### 本線
- ノース・ウェールズ・コースト線
- サウス・ウェールズ本線（South Wales Main Line）
- シュルーズベリー-レクサム-チェスター線（Shrewsbury-Wrexham-Chester Line）
- ウェルシュ・マーチーズ線（Welsh Marches Line）

### カーディフ通勤路線
- バスタウン支線（Butetown branch line）
- カーディフ・シティー線（Cardiff City Line）
- クロイトン線（Coryton Line）
- エブ・ヴァレー線（Ebbw Valley Line）
- マエステグ線（Maesteg Line）
- メイサー線（Merthyr Line）
- ロンザ線（Rhondda Line）
- リムニー線（Rhymney Line）
- ベール・オブ・グラモーガン線（Vale of Glamorgan Line）

### 郊外路線
- ボーダーランズ線（Borderlands Line）
- カンブリア線（Cambrian Line）
- コンウィ・ヴァレー線（Conwy Valley Line）
- ハート・オブ・ウェールズ線（Heart of Wales Line）
- ウェスト・ウェールズ線（West Wales Line）

## 廃線
- 参照：イギリスの廃止鉄道路線一覧（英語版）